# Pseudyrias gomberti
Pseudyrias gomberti är en fjärilsart som beskrevs av William Schaus 1933. Pseudyrias gomberti ingår i släktet Pseudyrias och familjen nattflyn. Inga underarter finns listade.